# Niue
Niue je država v Južnem Tihem oceanu, ki zaseda istoimenski ognjeniški otok, znan tudi pod vzdevkom »Polinezijska skala«, okoli 2.400 kilometrov severovzhodno od Nove Zelandije, v trikotniku med Tongo, Samoo in Cookovimi otoki. S 1625 prebivalci (po popisu leta 2006), od katerih tretjina živi v glavnem mestu Alofi, je ena najmanjših držav na svetu.
Država je v svobodni zvezi z Novo Zelandijo, ki skrbi za obrambo in zunanje zadeve, medtem ko Niue ohranja suverenost nad notranjimi zadevami. Posledično je tudi del Skupnosti narodov. Vlada mu 20-članski parlament, izvoljen na demokratičnih volitvah vsake tri leta. Vsi prebivalci so novozelandski državljani; večina Niuejčanov je v preteklih desetlejih emigrirala v iskanju boljših priložnosti za življenje. Nova Zelandija z izdatnimi subvencijami in ugodnimi posojili zadržuje preostale prebivalce na otoku, na račun česar imajo zavidljiv življenjski standard, je pa na Niueju zato povsem zamrla tradicionalna samooskrba, tako da je zdaj ena najbolj odvisnih držav na svetu.